# 勇払郡
- 令制国一覧 > 北海道 (令制) > 胆振国 > 勇払郡
- 日本 > 北海道 > 胆振総合振興局・上川総合振興局 > 勇払郡

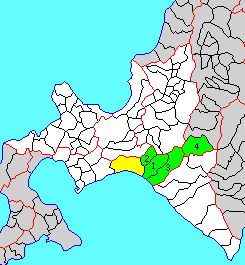
北海道勇払郡の位置（1.厚真町 2.安平町 3.むかわ町 4.占冠村 黄：明治期）

勇払郡（ゆうふつぐん）は、北海道（胆振国）胆振総合振興局・上川総合振興局の郡。
人口20,183人、面積1,925.31km²、人口密度10.5人/km²。（2025年6月30日、住民基本台帳人口）
以下の3町1村を含む。
胆振管内
- 厚真町（あつまちょう）
- 安平町（あびらちょう）
- むかわ町（むかわちょう）

上川管内
- 占冠村（しむかっぷむら）

## 郡域
1879年（明治12年）に行政区画として発足していた当時の郡域は、上記3町1村に苫小牧市を加えた区域にあたる。

## 歴史

### 郡発足までの沿革
『日本書紀』には斉明天皇5年（659年）3月に阿倍比羅夫が胆振鉏（いぶりさえ）の蝦夷（えみし）を饗応したとあり、後に新井白石は胆振鉏は勇払郡域（ユウフツ場所）に当たるとの説を唱えている（#外部リンクも参照）。
江戸時代の勇払郡域は東蝦夷地に属し、松前藩によってユウフツ場所が開かれ、交易の拠点や藩の出先機関の機能もある運上屋では住民の撫育政策であるオムシャも行われた（場所請負制および村請制度も参照）。また、苫小牧には北前船が寄航することもあった。陸上交通は、渡島国の箱館を基点とし道東や千島国方面に至る陸路（苫小牧以西は札幌本道や国道36号、苫小牧以東は国道235号の前身）が東西に、また文化年間には勇払から北の千歳に至る千歳越が通じていた。
江戸時代後期、国防のため寛政11年（1799年）勇払郡域は公儀御料（幕府直轄領）とされ（第一次幕領期）、翌12年には八王子千人同心・原胤敦の弟・新助の一行が移住し、苫小牧市の基礎を築いた。享和元年（1801年）、伊能忠敬が沿岸部を測量。文政4年（1821年）には一旦松前藩領に復した（松前藩復領期）。この年以降、山田文右衛門がユウフツ場所を請負うようになった。翌5年（1822年）に松田伝十郎は北夷談を著し、その中で幕領期のユウフツについても触れている。弘化2年と3年には、松浦武四郎がユウフツを訪れた。また、恵比須神社の前身の蛭子神社は嘉永3年（1850年）よりも前の創建である。安政2年（1855年）勇払郡域は再び天領となり仙台藩が警固をおこなった（第二次幕領期）。大政奉還後の慶応4年4月12日、箱館裁判所(閏4月24日に箱館府と改称)の管轄となり、戊辰戦争（箱館戦争）終結直後の1869年8月15日、大宝律令の国郡里制を踏襲して勇払郡が置かれた。

### 郡発足以降の沿革
- 明治2年

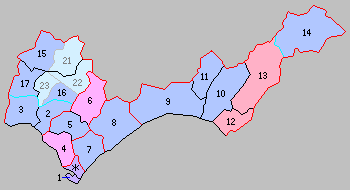
北海道一・二級町村制施行時の勇払郡の町村（9.苫小牧村 10.厚真村 11.安平村 12.鵡川村 13.似湾村 14.占冠村 赤：むかわ町 青：区域が発足時と同じ町村）

  - 8月15日（1869年9月20日） - 北海道で国郡里制が施行され、胆振国および勇払郡が設置される。開拓使が管轄。
  - 8月20日（1869年9月30日） - 高知藩の領地となる（北海道の分領支配）。
- 明治4年8月20日（1871年10月4日） - 廃藩置県により再び開拓使の管轄となる。
- 明治5年
  - 4月9日（1872年5月15日） - 全国一律に戸長・副戸長を設置（大区小区制）。
  - 10月10日（1872年11月10日） - 4月に設置された区を大区と改称し、その下に旧来の町村をいくつかまとめて小区を設置（大区小区制）。
- 明治6年（1873年） - 当時34ヶ村あった勇払郡内の村を16ヶ村にまとめられる。
  - ヒヒ村、タフコフ村、ユウフリ村、ウヱンナイ村→ウヱンナイ村（合併と同時に植苗村に改称）
  - 厚真フト村、シュフン村、ツケへ村、トニカ村→厚真村
  - 鵡川フト村、チン村→鵡川村
  - 井目戸村、ケナショロ村→井目戸村
  - 萠別村、カナヱ村、ヲサン子フ村、キリカツ村→萠別村
  - 生鼈村、下キナウシ村→生鼈村
  - 似湾村、カヱカウン村、イナユフ村、上キナウシ村→似湾村
  - 累標村、カヱクマ村→累標村
  - ホヘツフト村、シュフンナイ村→穂別村
  - 辺富内村、ニナツミフ村→辺富内村
  - 勇払村→勇払村
  - 苫細村→苫細村
  - 樽前村→樽前村
  - 覚生村→覚生村
  - 錦多峰村→錦多峰村
  - 小糸魚村→小糸魚村
- 明治7年（1874年） - 苫細村が苫小牧村に改称。
- 明治9年（1876年）9月 - 従来開拓使において随意定めた大小区画を廃し、新たに全道を30の大区に分ち、大区の下に166の小区を設けた。

- 第21大区
  - 4小区 ： 樽前村、覚生村、錦多峰村、小糸魚村、苫小牧村
  - 5小区 ： 勇払村、厚真村、鵡川村、井目戸村、萠別村、生鼈村、似湾村、累標村、穂別村、辺富内村、植苗村

- 明治12年（1879年）7月23日 - 郡区町村編制法の北海道での施行により、行政区画としての勇払郡が発足。
- 明治13年（1880年）3月 - 勇払郡外四郡役所（勇払白老千歳沙流新冠静内郡役所）の管轄となる。
- 明治15年（1882年）2月8日 - 廃使置県により札幌県の管轄となる。
- 明治19年（1886年）1月26日 - 廃県置庁により北海道庁札幌本庁の管轄となる。
- 明治20年（1888年）6月 - 勇払郡外二郡役所（勇払白老千歳郡役所）の管轄となる。
- 明治22年（1888年）1月 - 室蘭郡外五郡役所（室蘭虻田有珠幌別勇払白老郡役所）の管轄となる。
- 明治30年（1897年）11月5日 - 郡役所が廃止され、室蘭支庁の管轄となる。
- 明治33年（1900年）勇払村の一部（早来地区）と植苗村の一部（追分地区）が分離して安平村となる。
- 明治35年（1902年）4月1日 - 北海道二級町村制の施行により、樽前村、覚生村、錦多峰村、小糸魚村、苫小牧村、勇払村、植苗村の区域をもって苫小牧村（二級村）が発足。（1村）
- 明治38年（1905年） - 辺富内村から占冠村が分離して成立。
- 明治39年（1906年）4月1日（3村）
  - 北海道二級町村制の施行により、厚真村、安平村（いずれも二級村、単独村制）が成立する。
  - 占冠村が上川支庁の管轄となる。
- 大正4年（1915年）4月1日（4村）
  - 北海道二級町村制の施行により、鵡川村、井目戸村、萌別村、生鼈村の区域をもって鵡川村（二級村）が成立する。
  - 厚真村が北海道一級町村制を施行。
- 大正7年（1918年）1月1日 - 苫小牧村が町制施行して苫小牧町（二級町）となる。（1町3村）
- 大正8年（1919年）4月1日（1町5村）
  - 北海道二級町村制の施行により、以下の町村が発足。（1町5村）
    - 似湾村（二級村） ← 似湾村、累標村、穂別村、辺富内村（現・むかわ町）
    - 占冠村（二級村、単独村制、現存）

  - 苫小牧町が北海道一級町村制を施行。
- 大正11年（1922年）8月1日 - 室蘭支庁が改称して胆振支庁となる。
- 大正12年（1923年）4月1日 - 安平村が北海道一級町村制を施行。
- 昭和4年（1929年）10月1日 - 似湾村が改称して穂別村となる。
- 昭和18年（1943年）6月1日 - 北海道一・二級町村制が廃止され、北海道で町村制を施行。二級町村は指定町村となる。
- 昭和21年（1946年）10月5日 - 指定町村を廃止。
- 昭和22年（1947年）5月3日 - 地方自治法の施行により北海道胆振支庁・上川支庁の管轄となる。
- 昭和23年（1948年）4月1日 - 苫小牧町が市制施行して苫小牧市となり、郡より離脱。（5村）
- 昭和27年（1952年）8月1日 - 安平村の一部（追分・本安平・中安平・明春辺）が分立して追分村が発足。（6村）
- 昭和28年（1953年）
  - 4月1日 - 鵡川村が町制施行して鵡川町となる。（1町5村）
  - 10月1日 - 追分村が町制施行して追分町となる。（2町4村）
- 昭和29年（1954年）10月1日 - 安平村が改称して早来村となる。
- 昭和32年（1957年）1月1日 - 早来村が町制施行して早来町となる。（3町3村）
- 昭和35年（1960年）1月1日 - 厚真村が町制施行して厚真町となる。（4町2村）
- 昭和37年（1962年）1月1日 - 穂別村が町制施行して穂別町となる。（5町1村）
- 平成18年（2006年）3月27日（3町1村）
  - 早来町・追分町が合併して安平町が発足。
  - 鵡川町・穂別町が合併してむかわ町が発足。
- 平成22年（2010年）4月1日 - 胆振支庁・上川支庁がそれぞれ廃止され、胆振総合振興局・上川総合振興局の管轄となる。